# Gustave Flasschoen
Gustave Flasschoen (1868-1940) est un artiste peintre, affichiste et illustrateur belge.

## Biographie
Gustave Flasschoen étudie de 1887 à 1890 à l'Académie des Beaux-Arts de Molenbeek (Bruxelles) auprès de François Stroobant et à l'Académie de peinture et de dessin de Molenbeek-Saint-Jean auprès du même professeur. Il suivit également des cours auprès d'un certain Van Dyck, peintre à Schaerbeek.
Outre ses scènes de genre, Gustave Flasschoen peint également des scènes rurales sensibles et des paysage épurés, dans la lignée des grands maîtres flamands. Vers 1896, il débute dans l'illustration comme créateur d'affiches d'art et quelques livres, dans un style marqué par l'Art nouveau. Lors de la fondation de la Compagnie du Zoute en 1909 pour la nouvelle station balnéaire de Knokke, il reçoit commande d'une affiche. Son pastel La Femme, représentant une élégante en tenue Belle Époque, coiffée d'un foulard vert flottant, assise au sommet d'une dune, devient son affiche la plus célèbre. Transformée en lithographie, en chromo couleur et en cartes postales, plus de 250 000 exemplaires furent imprimés, utilisés pour des couvertures de brochures et réemployée par la suite, dans des éditions modernisées.
Il produit quelques eau-fortes.
Avant la Première Guerre mondiale, Flasschoen voyagea en Europe, en Russie et en Argentine, de 1912 à 1914.
La guerre lui inspira « Les Masques », où des soldats portant des masques à gaz émergent des fumées (Collection du Musée de l'Armée et d'Histoire militaire, Bruxelles).
Il est illustrateur, entre autres, pour La Dernière Heure et le journal bruxellois Le Petit Bleu, ainsi que pour les magazines alors populaires L’Illustration, Le Globe illustré et Pourquoi pas ?, qui lui permirent de voyager en tant que reporter-dessinateur. 
Il illustre plusieurs ouvrages, tels que À la boule plate. Mœurs bruxelloises de George Garnir (Curtio) et pour son Baedeker de physiologie bruxelloise à l’usage des étrangers (tous deux avec Amédée Lynen), et plus tard, Légendes des Ardennes (Hubert Stienert, 1928-1929) et Les légendes de Bruxelles et du Brabant/Vieilles Hostelleries et voyageurs à Bruxelles au temps passé (Auguste Vierset et Georges Desmarez, 1930).
Lorsque les illustrations de livres ont été progressivement remplacées par des photographies, il se consacra entièrement à la peinture. Son œuvre se composait alors principalement de paysages, de paysages urbains, de scènes de pêche, de scènes animées d'Afrique du Nord, avec des chevaux en pleine charge et des cavaliers dynamiques, et de scènes humoristiques. 
En 1930, il organise à Anvers une exposition présentant ses peintures de voyage au Maroc, en Algérie et en Tunisie et fait alors partie des peintres orientalistes de l'entre-deux-guerres.
Son arrière-petite-fille Lorraine Lawson est une artiste vivant à Campbell, en Californie. Son travail s'inspire du style de son arrière-grand-père.

## Œuvre

### Collections publiques
- Anvers, Vleeshuis
- Bruxelles :
  - Musée d'Ixelles
  - Musée de l'Armée et d'Histoire militaire
  - Bibliothèque royale de Belgique

### Ouvrages illustrés
- Georges Ohnet, 6 heures : la salle d'armes, coll. « Les Minutes parisiennes », ill. gravées sur bois par Tony Beltrand et Dété, Paris, P. Ollendorff, 1902 — sur Gallica.
- George Garnir, À la boule plate. Mœurs bruxelloises, ill. avec Amédée Lynen, Bruxelles, Édition de la Belgique artistique et littéraire, 1907.
- Auguste Vierset, Les Lauriers rouges, poème, Bruxelles, Y. Lebègue, 1918.

### Galerie

Quelques œuvres de Gustave Flasschoen
Bitter Oriental, affiche lith., 1897.
Exposition Bruxelles Kermesse 1897 Aux Trois Couleurs chez Jef Verbruggen Bières Bruxelloises, affiche lith.
Maison Javanaise... Spécialité de Café Java, affiche lith., 1897.
Parapluies Cannes Ombrelles, affiche lith., 1900.
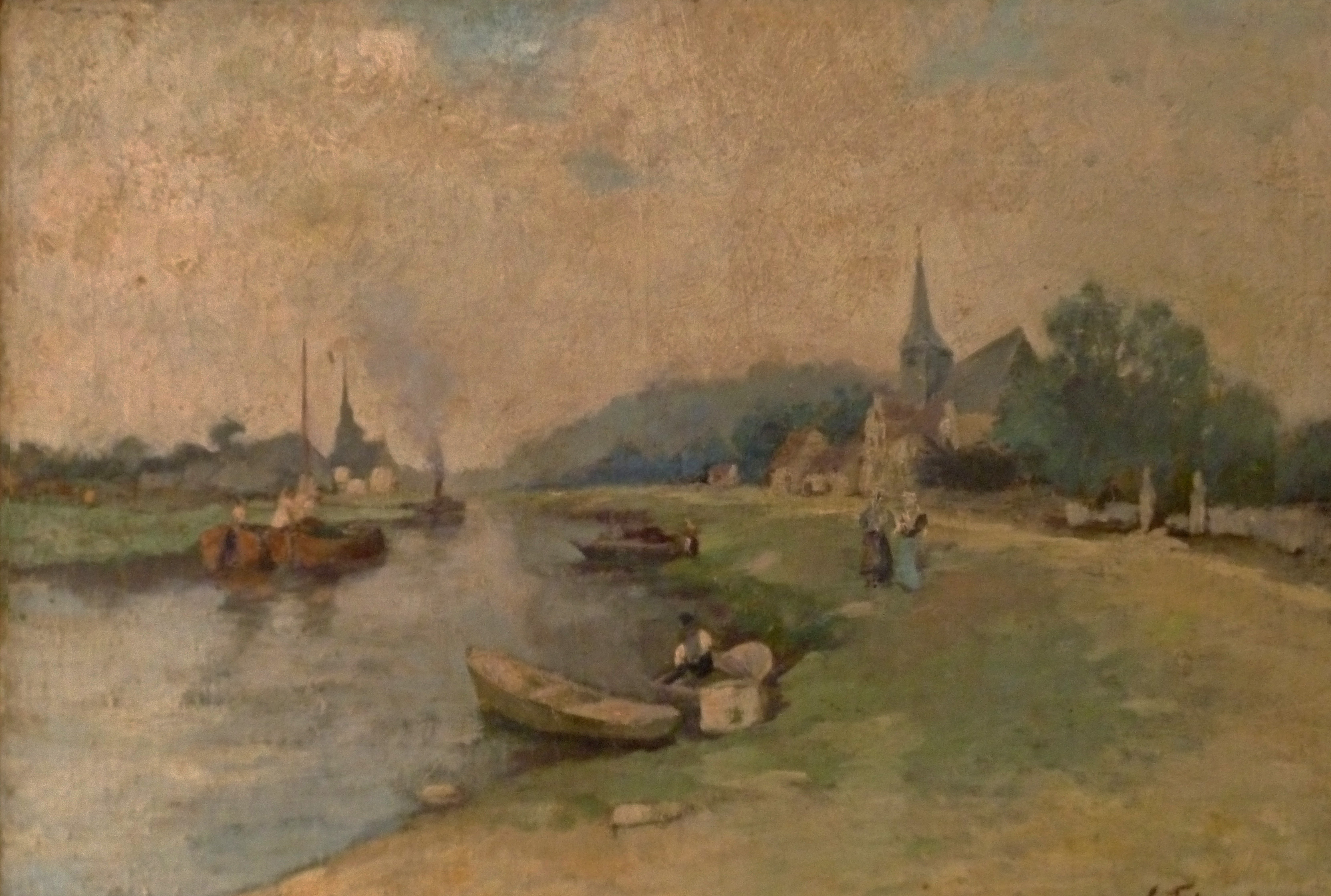
Paysage fluvial, huile sur toile, s.d.
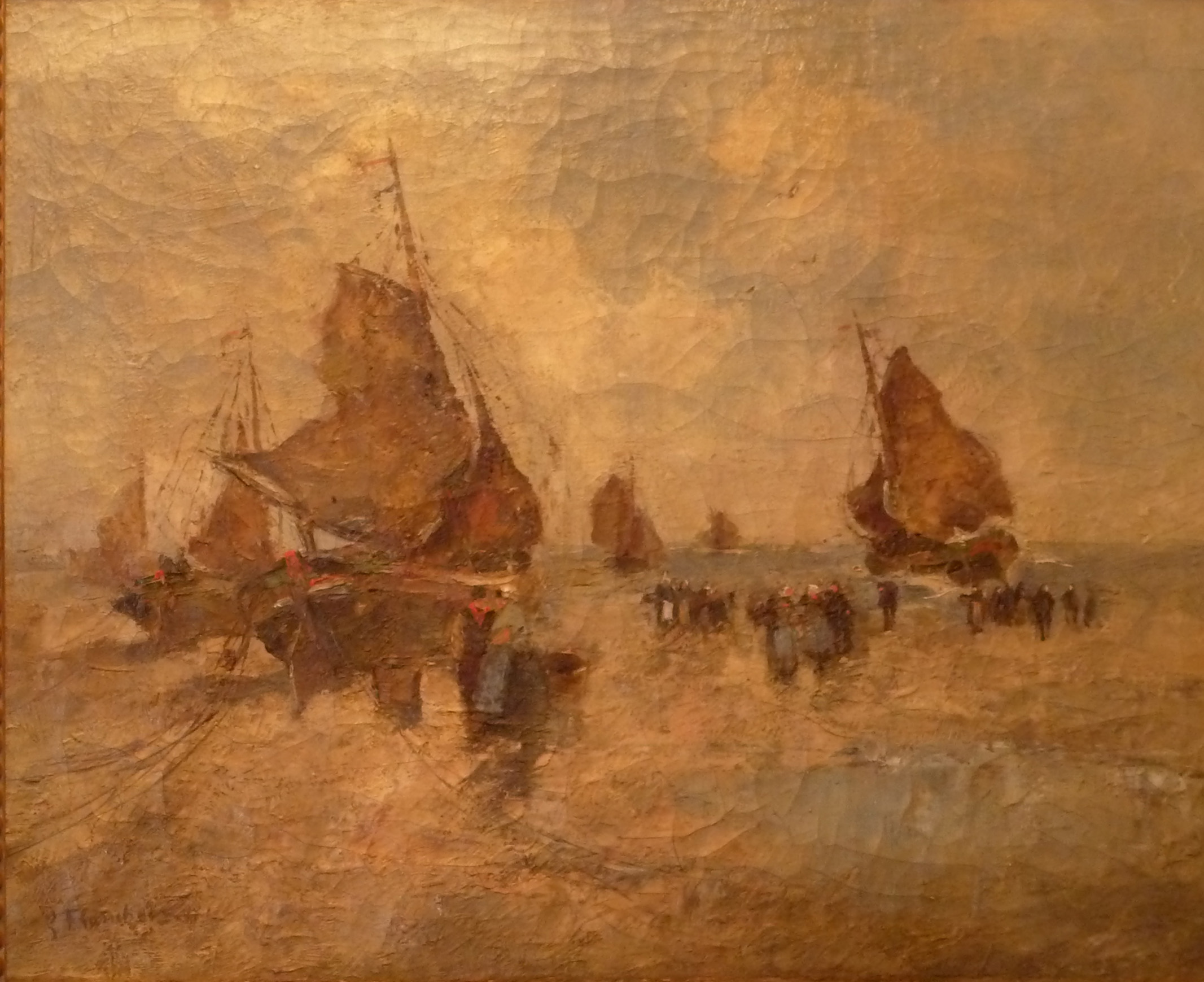
Arrivée des pêcheurs sur la plage, huile sur toile, s.d.